# مولد ضوضاء

مصدر الضوضاء الناتج عن ثنائي زينر.

مولد الضوضاء (بالإنجليزية: Noise generator)‏ هي دائرة تنتج ضوضاء كهربائية، وتستخدم مولدات الضوضاء لاختبار الإشارات لقياس رقم الضوضاء واستجابة التردد والمعاملات الأخرى. تستخدم مولدات الضوضاء أيضا لتوليد أرقام عشوائية.

## النظرية
هناك العديد من الدوائر المستخدمة لتوليد الضوضاء، مثل المقاومات التي يتحكم في درجة حرارتها، والصمامات الثنائية المفرغة المحدودة الحرارة، وثنائي زينر، وأنابيب التفريغ الغازي. تعتمد مولدات الضوضاء عادةً على عملية ضوضاء أساسية مثل الضوضاء الحرارية أو ضوضاء الطلقات.